# W.B.H. Bos
Wiebertus Bernardus Hermanus Bos (Oldemarkt, 18 augustus 1925 – 16 april 2002) was een Nederlands politicus van de KVP en later het CDA.
Hij was eerste ambtenaar bij de gemeente Baarderadeel voor hij in november 1967 benoemd werd tot burgemeester van Kloosterburen. In 1979 werd daar door de gemeenteraad een motie van wantrouwen tegen hem aangenomen waarbij het niet ging over zijn functioneren maar om iets uit zijn privéleven. In juli 1980 volgde zijn benoeming tot burgemeester van de Noord-Brabantse gemeente Putte. In september 1990 ging Bos daar met pensioen en in 2002 overleed hij op 76-jarige leeftijd.
- International Standard Name Identifier: 0000 0003 9077 890X
- Nederlandse Thesaurus van Auteursnamen: 070713081
- Virtual International Authority File: 284475874
- WorldCat: E39PBJjtcgtGJr8MBV4FfxPG73